# Зарышин
Зары́шин (пол. Zaryszyn) — село в Польше в сельской гмине Ксёнж-Вельки Мехувского повета Малопольского воеводства.
Село находится на границе со Свентокшиским воеводством. Село располагается в 9 км от административного центра гмины села Ксёнж-Вельки, в 19 км от административного центра повета города Мехув и в 50 км от административного центра воеводства города Краков.
В 1975—1998 годах село входило в состав Келецкого воеводства.

## Достопримечательности
- Усадьба с парком, построенная в XIX веке. С послевоенного времени до 2004 года в усадьбе располагалась начальная школа.